# Обсерваторія Вільгельма Ферстера
Обсерваторія Вільгельма Ферстера (нім. Wilhelm-Foerster-Sternwarte) — громадська обсерваторія в Берліні, одна з найбільших громадських обсерваторій у Німеччині. Названа на честь німецького астронома Вільгельма Ферстера. Розташована на пагорбі Інзуланер у районі Темпельхоф-Шенеберг. Трохи на захід від обсерваторії, біля підніжжя Інзуланеру, знаходиться Планетарій на Інзуланері, який з літа 2023 року закритий на ремонт. І планетарій, і обсерваторія підпорядковані Фонду берлінського планетарію.

## Історія обсерваторії

### Роки заснування та розвитку (1947—1970)

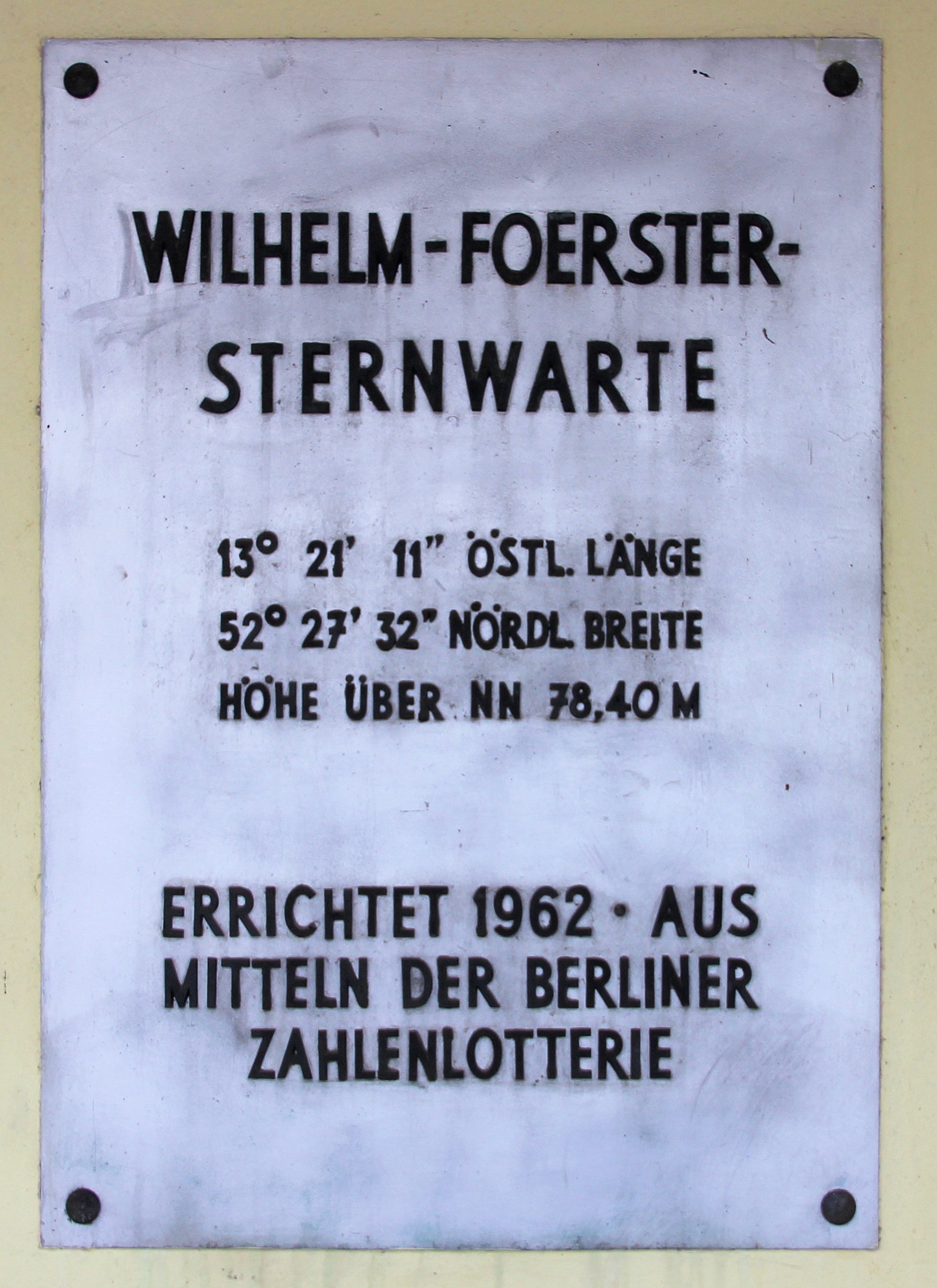
Меморіальна дошка на будинку на Мунстердамм 86 у Штегліці

15 жовтня 1947 року Ганс Мюле та Ганс Рехлін заснували Інститут Вільгельма Ферстера. Офіційним заснуванням інституту вважають надання ліцензії на роботу Командатурою союзників. Назву Інститут Вільгельма Ферстера запропонував Ріхард Зоммер, учень Вільгельма Ферстера та багаторічний директор Планетарію в зоопарку та Обсерваторії Архенгольда.
Першим місцем розташування обсерваторії було казино колишнього генерального командування на руїнах Генерал-Папе-Штрассе 2 в Шенеберзі. Розібравши завали, напівзруйновану будівлю перетворили на лекційну аудиторію приблизно на 40 місць, кабінет з бібліотекою, майстерню, фотолабораторію та два оглядові майданчики. Невдовзі там провели перші лекції та екскурсії для шкільних класів. Спостереження проводилися за допомогою саморобних 7- і 8-дюймових телескопів.
У жовтні 1949 року астрономічну робочу групу Архенгольдської обсерваторії та астрономічні курси Темпельгофської народної вищої школи перевели до Інституту Вільгельма Ферстера. У січні 1951 року пошкоджений рефрактор Бамберга зі зруйнованої будівлі Уранії на Інваліденштрасе також перевезли на Генерал-Папе-Штрассе.
8 червня 1953 року заснували нинішню асоціацію Обсерваторії Вільгельма Ферстера (нім. Verein Wilhelm-Foerster-Sternwarte e. V.). Інститут передали в підпорядкування асоціації. Одним із перших членів асоціації в 1954 році став астрофізик Роланд Вілен. У 1955 році в обсерваторії встановили 12-дюймовий рефрактор Бамберга. З 1957 по 1962 рік науковим керівником обсерваторії був астроном Йоахім Геррманн.
У листопаді 1961 року заклали перший камінь у фундамент нової обсерваторії на Інсуланері. У 1962 році компанія Askania в Марієндорфі повністю відремонтувала телескоп. 30 січня 1963 року відкрили новий корпус обсерваторії. 12-дюймовий рефрактор Бамберга розмістили в одинадцятиметровому куполі, 6-дюймовий рефрактор Шрайбера — в п'ятиметровому куполі, а 7-дюймовий телескоп — на платформі.
15 листопада 1963 року заклали Планетарій на Інзуланері, а 16 червня 1965 року новий планетарій відкрився для відвідувачів. У 1966 році рефрактор Бамберга отримав пересувні оглядові сходи вагою 718 кг.
Між 1967 і 1968 роками повністю перебудували 6-дюймовий подвійний рефрактор з лінзою Zeiss B.
З 1969 року в Обсерваторії Вільгельма Ферстера розмістили супутникову обсерваторію Берлінського технічного університету.

### Розширення обсерваторії (1970—1990)
У 1971 році Міланська обсерваторія надала 75-сантиметрове алюмінієве дзеркало, за допомогою якого в 1973 році виготовили 75-сантиметровий телескоп-рефлектор, зроблений повністю з алюмінію. Весь інструмент важить лише 360 кг, і його можна транспортувати. Це використали, наприклад, під час поїздки на сонячне затемнення 30 червня 1973 року до Мавританії.
У серпні 1972 року на Інзуланері почали будувати окреме приміщення з семиметровим куполом. 9 листопада 1973 року 75-сантиметровий телескоп офіційно відкрили з нагоди візиту федерального президента Густава Гайнеманна.
З 1973 по 1986 рік членом правління асоціації був радіожурналіст і космічний експерт Гарро Ціммер. Він був одним із її засновників і відіграв провідну роль у спостереженні супутникових орбіт в межах американської програми Moonwatch.
У 1980-х роках на обладнанні обсерваторії пройшли стажування багато студентів професора університету Фріца Гіндерера і члена консультативної ради обсерваторії Ервіна Седльмайра.
Від 1982 року на даху прибудови планетарію встановлювали спеціалізований сонячний телескоп для проєктування зображення сонця на купол планетарію. Прилад ввели в експлуатацію в 1988 році, але через суттєві технічні недоліки зараз його не використовують.
Пожежа 10 травня 1988 року пошкодила мідний дах і сидіння купола планетарію, але технічні засоби запобігли більшим пошкодженням. У листопаді 1988 року обсерваторію повністю відновили від наслідків пожежі.
15 грудня 1990 року обсерваторії передали телескоп Річі-Кретьєна. У вересні 1996 року компанія 4H-Jena-Engineering розпочала капітальний ремонт рефрактора Бамберга. 30 серпня 1997 року відбулося повторне відкриття відреставрованого рефрактора. Пожежа кабелю 18 серпня 1996 року знищила приміщення для обробки зображень у куполі обсерваторії.

### Розвиток з 1991 року
1991 року обсерваторію Вільгельма Ферстера оголосили історичною пам'яткою. Математик і астроном Вільфрід Тост був другим головою асоціації з 1994 по 2000 рік. У 1996 році почесним членом асоціації став космічний журналіст Гарро Ціммер. Від 1 липня 2016 року обсерваторія є частиною Фонду берлінського планетарію. У 2025 році, з нагоди 90-річчя Гарро Ціммера започаткували щорічну «Космічну лекцію Гарро Ціммера». Від заснування обсерваторії, її відвідали понад 1,5 мільйона осіб.

## Технічне оснащення
Багато технічних досягнень також можна було придбати або відремонтувати за рахунок лотерейних коштів, які, крім підтримки з боку землі Берлін і доходів від членських внесків і зборів відвідувачів, становлять важливу частину фінансування.

### Рефрактор Бамберга

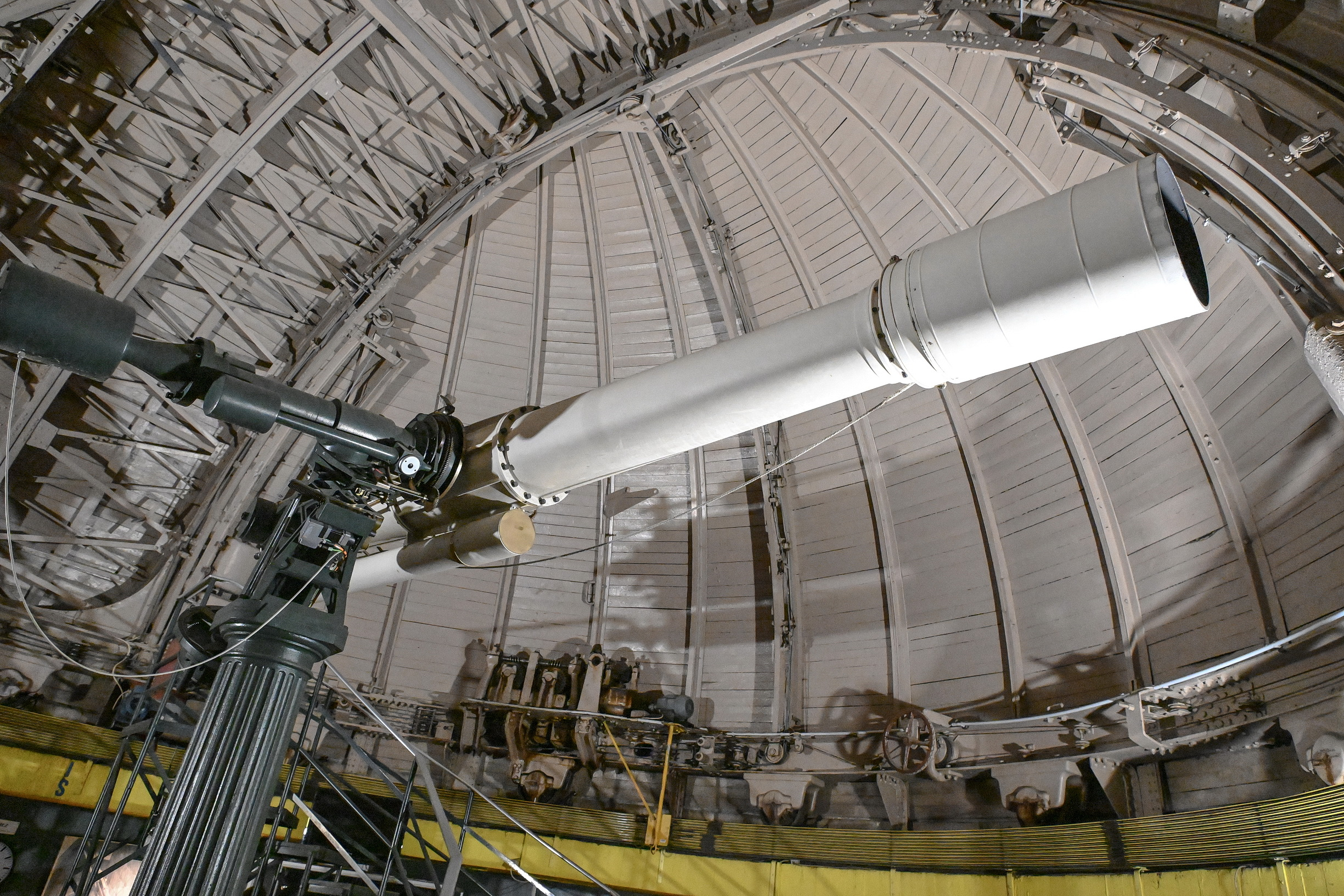
Рефрактор Бамберга, 2024 рік

Основним інструментом обсерваторії Вільгельма Ферстера є так званий рефрактор Бамберга, побудований в 1889 році компанією Карла Бамберга у Фріденау для Берлінської Уранії. З апертурою 314 мм і фокусною відстанню 5 м він був свого часу найбільшим телескопом у Пруссії. Телескоп разом із кріпленням важить 4,5 тонни, але легко повертається однією рукою. Після Другої світової війни інструмент спочатку встановили на вулиці Генерал-Папе-Штрассе, а потім у 1963 році перенесли в 11-метровий купол обсерваторії на Інзуланері. Під час публічних екскурсій використовують збільшення від 70 до 700 разів, залежно від вимог.
Цей телескоп використовували для створення «Берлінського атласу Місяця» (нім. Berliner Mond-Atlas).

### 6-дюймовий подвійний рефрактор
6-дюймовий подвійний рефрактор (діаметр лінзи приблизно 15,25 см) розміщений у найменшому 5-метровому куполі обсерваторії Вільгельма Ферстера. Цей телескоп, з фокусною відстанню 2,25 м, призначений виключно для аматорських спостережень. Один з пари телескопів має дуже хорошу оптику — трилінзовий апохроматичний об'єктив Zeiss-B, який дає дуже високу якість зображення. Другий телескоп подвійного рефрактора обладнаний 15-сантиметровим об'єктивом Вольфганга Буша з фокусною відстанню 2,3 м. Поруч встановлений ще один телескоп-рефрактор з апертурою 12 см і фокусною відстанню 1,82 м, оснащений фільтром Галле-Ліо і призначений для спостереження Сонця у водневій лінії H-альфа.

### Дзеркальний телескоп Zeiss RC
У 7-метровому куполі обсерваторії розміщено телескоп-рефлектор системи Річі-Кретьєна Zeiss RC, придбаний у 1976 році. Він має апертуру 700 мм і змінну фокусну відстань від 5600 мм. Від липня 2020 року телескоп не експлуатується й перебуває на комплексному ремонті в майстернях Carl Zeiss.

## Відвідування обсерваторії

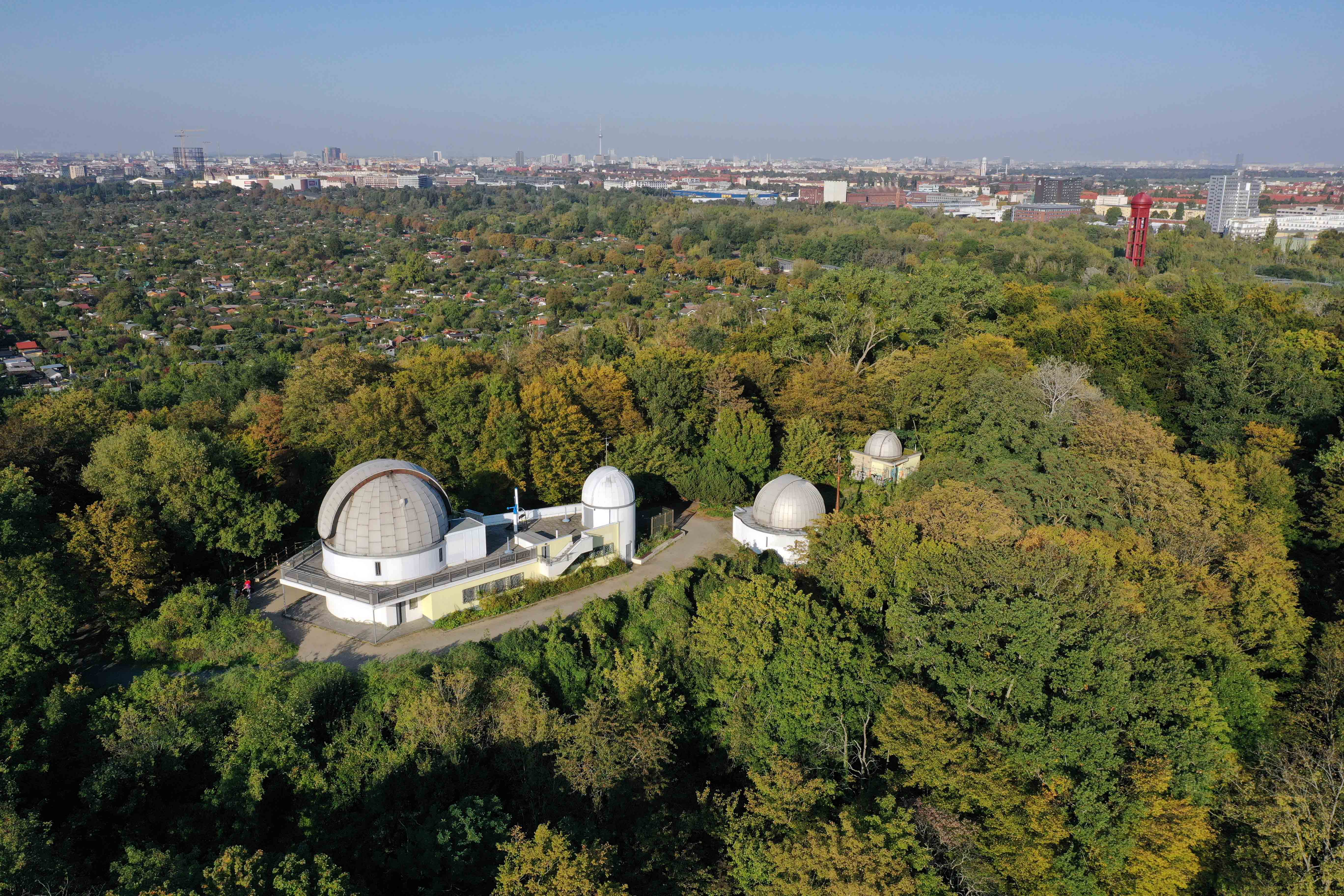
Панорама обсерваторії

Обсерваторія проводить громадські спостереження неба для відвідувачів всіх вікових груп як під час окремих екскурсій, так і після відвідування планетарію на Інзуланері.
За допомогою великого телескопа, рефрактора Бамберга, відвідувачі можуть на власні очі спостерігати небесні об'єкти. Програма громадських спостережень змінюється залежно від часу доби та наявності на небі тих чи інших небесних тіл. Коли небо похмуре, показують об'єкти в місті, щоб продемонструвати варіанти збільшення телескопа – до 700 разів.
На денному небі можна спостерігати Місяць, яскраві зорі або планету Венеру, а також Сонце. Зображення Сонця проєктують на екран, встановлений позаду телескопа, бо дивитися на Сонце в телескоп небезпечно.
Якщо екскурсія починається в сутінках, залежно від пори року й конфігурації планет іноді вдається побачити зростаючий або повний місяць, Меркурій, Венеру, Марс, Юпітер, Сатурн, зорі.
На темному нічному небі можна бачити тьмяніші об'єкти, наприклад, подвійні зорі, зоряні скупчення, планетарні туманності, найяскравіші галактики.
Обсерваторію також можна використовувати під час особливих астрономічних подій, таких як затемнення або проходження планет диском Сонця. Наприклад, тут спостерігали проходження Меркурія в 2003 році, проходження Венери в 2004 році, часткове місячне затемнення в 2019 році і зелену комету в 2023 році.
У залі для семінарів проводять курси для астрономів-початківців, студентів і тих, хто цікавиться конкретними областями астрономії.

## Премія Обсерваторії Вільгельма Ферстера

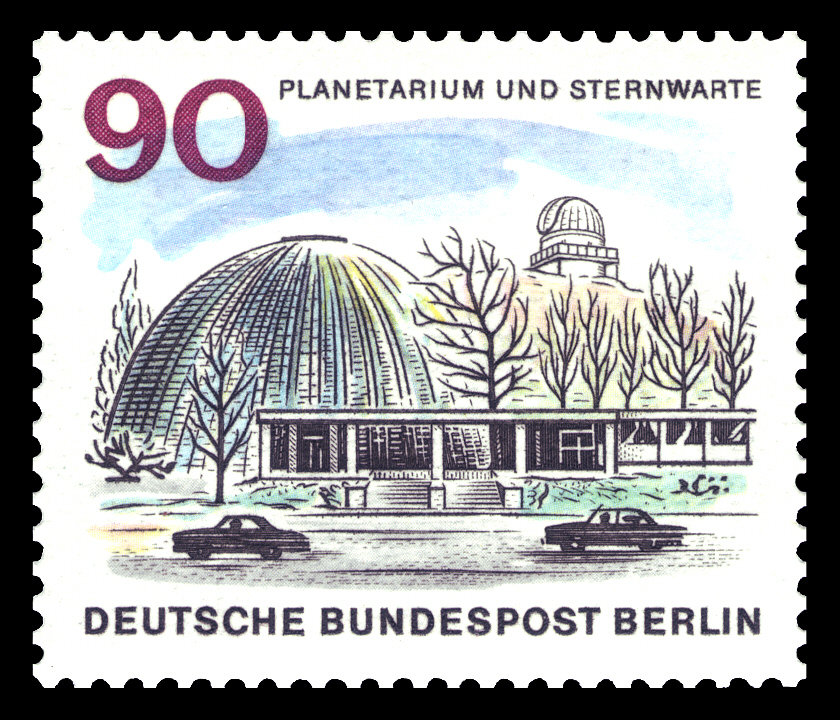
Поштова марка 1965 року, яка зображує Планетарій на Інзуланері (на передньому плані) й Обсерваторію Вільгельма Ферстера (праворуч вгорі)

Премія Обсерваторії Вільгельма Ферстера (нім. WFS-Preis) — це нагорода, яку Обсерваторія Вільгельма Ферстера присуджує за видатні досягнення в аматорській астрономії та астрономічній освіті громадськості.
Наразі її присуджували чотири рази:
- 1989 Адольфу Фойгт та Ганс Гіблер, за створення «Берлінського атласу Місяця».
- 1990 Мартін Маєр, засновник і директор Обсерваторії Віолау[de], за його роботу в галузі астрономічної освіти.
- 1995 Вольфганг Лілль зі Штаде, за його спостереження Сонця.
- 1997 Людвігу Маєр з Carl Zeiss Jena, за його роботу в галузі астрономічної освіти.